# 烏拉角
64°5′S 57°9′W / 64.083°S 57.150°W
烏拉角（瑞典語：Ula），是南極洲的海岬，位於葛拉漢地的詹姆斯羅斯島東北岸，處於蓋奇角西北面8公里，由奧托·努登舍爾德率領的瑞典探險隊測量，現時由南極條約體系管理。